# فوهة نيث

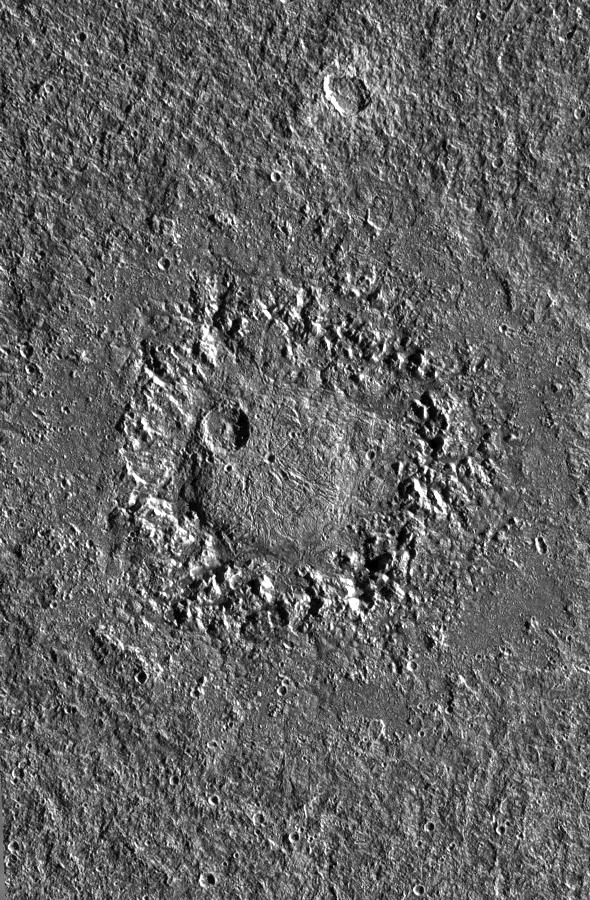

فوهة نيث (بالإنجليزية: Neith crater)‏ هي فوهة صدمية على غانيميد، أكبر أقمار المجموعة الشمسية وهو ضمن الأقمار الأربعة لأضخم كوكب المشتري. يبلغ قطرها حوالي 87.6 كيلومتراً.